# Rotta della Malopera
La rotta della Malopera è stata una disastrosa alluvione del fiume Adige che colpì il Polesine nell'autunno del 1438.
Viene spesso ricordata insieme alla precedente rotta del Castagnaro del 1432.
Oltre a colpire pesantemente le popolazioni e l'economia del territorio, il disastro provocò la devastazione delle opere di bonifica idraulica, la trasformazione delle Valli Grandi Veronesi e di altre zone del Polesine in paludi e acquitrini, il disalveamento del Tartaro e la riduzione della portata del ramo principale dell'Adige.

## Antefatto
La Repubblica di Venezia era da tempo in guerra contro i Visconti di Milano per il controllo di Bergamo, Brescia e la Val Camonica.
Durante l'offensiva del 1431-1433 l'esercito milanese si era già trovato nella necessità di trasportare una flotta dal Po all'Adige; per fare ciò, era stata aperta una rotta all'altezza di Castagnaro, affinché le acque dell'Adige allagassero le Valli Grandi Veronesi e rendessero possibile il collegamento.
Questo evento, conosciuto come la "rotta di Castagnaro" del 1432, portò alla nascita del canale Castagnaro (oggi estinto), che sfociava nel Tartaro all'altezza di Canda.
Dal 1395 il Polesine era sotto l'amministrazione congiunta di Venezia e Ferrara, in quanto era stato dato in pegno dagli Estensi in cambio di un cospicuo prestito.
Dato che gli Estensi erano imparentati con i Gonzaga di Mantova, che si erano alleati con Milano, i Veneziani decisero, per ottenere la loro neutralità, di estinguere il debito e restituire il Polesine, che tornò così estense nel 1438.

## Cronaca
Si narra che l'esercito dei Gonzaga, allo scopo di allagare le Valli Grandi Veronesi e permettere così a una loro flotta di transitare dal Po all'Adige e attaccare il dominio veneziano, provocarono la rotta dell'Adige tra Castagnaro e Badia; in realtà la cosa non andò come previsto (da cui il nome "Malopera"): il canale così aperto non aveva la pendenza giusta per riversarsi nel Castagnaro e le acque disalveate invasero le campagne.
È però possibile che gli storici successivi abbiano fatto confusione con la precedente rotta del Castagnaro e che si sia trattato in realtà di una rotta provocata da una piena dell'Adige.
Qualunque sia stata la causa, tutto il Polesine fu allagato, le popolazioni furono duramente colpite, l'economia fu distrutta e le opere di bonifica idraulica realizzate fino a quel momento furono devastate dall'alluvione.

## Conseguenze
Dalla rotta si originò e venne successivamente regolato il canale della Malopera; le sue acque si riversavano nel canale Castagnaro e da qui nel Tartaro, all'altezza di Canda.
La portata congiunta del Castagnaro e della Malopera furono tali da disalveare il Tartaro, al punto che fu necessario ricostruirne il corso con una canalizzazione; le acque portate dall'Adige erano molto più chiare di quelle del Tartaro e le popolazioni cominciarono a chiamare "canal Bianco" il corso ricostituito del Tartaro.
Il Tartaro-Canalbianco però non riuscì più a scolmare le Valli Grandi Veronesi con rapidità sufficiente, per cui queste si impaludarono progressivamente.
Il ramo dell'Adige che si staccava a Badia e passava per Lendinara, Villanova, Rovigo e Villadose perse di portata e di importanza a scapito del ramo più settentrionale, che divenne così il ramo principale; il ramo quasi abbandonato venne in seguito a chiamarsi Adigetto.
I canali di Castagnaro e della Malopera furono poi chiusi definitivamente solo nel 1838 dopo le osservazioni di Pietro Paleocapa, che dimostrò come le Valli Grandi Veronesi potessero essere bonificate solamente chiudendo i diversivi dell'Adige nel Tartaro-Canalbianco.
Gli alvei di questi canali sono stati in seguito parzialmente utilizzati rispettivamente per costruire la Fossa Maestra e lo scolo Malopera.